# NGC 2528
NGC 2528 (również PGC 22805 lub UGC 4227) – galaktyka spiralna (Sb), znajdująca się w gwiazdozbiorze Rysia. Odkrył ją Édouard Jean-Marie Stephan 22 stycznia 1877 roku.